# Sega Worldwide Soccer
Sega Worldwide Soccer är en dator- och TV-spelsserie med fotbollsspel utgivna av Sega. Spelen utgavs under åren 1995-2000. Spelserien skapades för Saturn, men flyttades senare över till Dreamcast.

## Spel

### Huvudserien
| Titel                                                     | Släppår |
| --------------------------------------------------------- | ------- |
| Victory Goal                                              | 1995    |
| Worldwide Soccer: Sega International Victory Goal Edition | 1995    |
| J. League Victory Goal '96                                | 1996    |
| Sega Worldwide Soccer '97                                 | 1996    |
| J. League Victory Goal '97                                | 1997    |
| Sega Worldwide Soccer 98                                  | 1997    |
| Sega Worldwide Soccer 2000                                | 1999    |
| Sega Worldwide Soccer 2000 Euro Edition                   | 2000    |

### Fotnoter
1. ↑  ”SEGA Worldwide Soccer / Victory Goal series” (på engelska). Mobygames. http://www.mobygames.com/game-group/sega-worldwide-soccer-victory-goal-series. Läst 22 april 2015.